# Vexillum vandervlerki
Vexillum vandervlerki is een slakkensoort uit de familie van de Costellariidae. De wetenschappelijke naam van de soort is voor het eerst geldig gepubliceerd in 1931 door Koperberg.